# تیت د میلون
تیت د میلون (به لاتین: Tête de Milon) یک کوه در سوئیس است که در کانتون وله واقع شده‌است. تیت د میلون ۳٬۶۹۳ متر بالاتر از سطح دریا واقع شده‌است.